# Fred Scholz
Fred Scholz (1939) es un geógrafo alemán, catedrático de la Universidad Libre de Berlín y creador de la teoría del desarrollo fragmentador.
Para el efecto fragmentador de la globalización, él analizó el caso de Karachi. Sus conceptos centrales son las ciudades globales (los "centros mundiales de dirección"), también llamados "islas de riqueza", los lugares globalizados así como la nueva periferia.
Su obra más vendida es La trampa de la globalización ("Globalisierungsfalle").
Su artículo más citado es La teoría del desarrollo fragmentador donde opera con la noción de segunda modernidad.

## Publicaciones
- Globalisierung: Genese - Strukturen - Effekte. Diercke Spezial. Braunschweig, 2010 (en alemán)
- La teoría del desarrollo fragmentador. Revista GEOUSP: espaço e tempo, No. 27 (2010) (en portugués)
- Geographische Entwicklungsforschung: Methoden und Theorien. Studienbücher der Geographie, Berlin/Stuttgart. (en alemán)